# Gottwald GS 25.04T
De Gottwald GS 25.04T is een spoorgebonden type telescoopkraan in 1987 gebouwd door het toenmalige Leo Gottwald KG in Düsseldorf.
De kraan heeft een maximaal hefvermogen van 18,1 ton bij ingeschoven giek en 7,6 ton bij een maximale gieklengte van 10 meter. De maximale hijshoogte is 9,1 meter.

## Nederland
In Nederland zijn zes kranen van dit type in gebruik. Spooraannemers Strukton, VolkerRail en BAM Rail beschikken elk over een set van twee stuks van deze kranen en zetten deze onder andere in voor het hijsen van spoorsecties, houten wissels en mastblokken voor de bovenleiding. Vrijwel altijd is hiervoor een spoor direct naast de werkplek noodzakelijk. De kranen worden altijd (uitzonderingen daargelaten) ingezet per twee stuks.
De kranen worden tijdens transporten van en naar de werklocatie altijd vergezeld door een materiaalwagon en een verblijfswagen.

## Trivia
- De kranen worden ook wel SRW-kranen genoemd, naar de vroegere namen van de huidige spooraannemers: Strukton, Railbouw (nu VolkerRail) en van Welzenes Spoorbouw (nu BAM-Rail).